# 马里奥·本内特
马里奥·马塞尔·班尼特（英語：Mario Marcell Bennett，1973年8月1日—），美国NBA联盟职业篮球运动员。他在1995年的NBA选秀中第1轮第27顺位被菲尼克斯太阳选中。